# یواس‌اس تیلور (دی‌دی-۴۶۸)
یواس‌اس تیلور (دی‌دی-۴۶۸) (به انگلیسی: USS Taylor (DD-468)) یک کشتی بود که طول آن ۱۱۴٫۷ متر (۳۷۶ فوت) بود. این کشتی در سال ۱۹۴۲ ساخته شد.